# Svenska hjältinnor: 100 berättelser om smarta, starka & modiga kvinnor
Svenska hjältinnor: 100 berättelser om smarta, starka & modiga kvinnor är en barn- och ungdomsbok skriven av litteraturvetaren Anna Nordlund samt journalisten Colette van Luik.
Boken är en svensk version av världssuccén Good night stories for rebel girls (Godnattsagor för rebelltjejer), men med svenska kvinnoöden. 
Författarna beskriver boken som ett sätt att berätta för barn i Sverige om den svenska jämställdhetskampen och svensk kvinnohistoria. Man har även velat ge olika svar på frågan om vad en hjältinna är. ”Man kan vara en hjältinna på väldigt många olika sätt, man kan vara en stor förebild som går i bräschen för nya reformer, men man kan också vara en hjälte i sitt eget liv genom att ha tagit kommando över det”.
Genren och motsvarande inriktning inom forskning kallas ibland "herstory" utläst som "her story" eller hennes historia, i motsats till "history" utläst som "his story" eller hans historia. Det framhålls att man lyfter fram bortglömda kvinnoöden, men har ibland kritiserats för att inte skilja mellan att betrakta vad kvinnor gjort som är värt att studera historiskt, och vad som är en urskiljningslös uppvärdering av allt kvinnor någonsin sagt och gjort.

## Personer i boken
- Agneta Stark, ekonom och forskare
- Alice Babs, artist
- Alva Myrdal, politiker, diplomat och fredspristagare
- Alva Snis Sigtryggsson, journalist
- Amalia Eriksson, fabrikör
- Amelia Adamo, journalist
- Anja Pärson, slalomstjärna
- Anna Maria Lenngren, journalist och författare
- Anna Whitlock, skolledare och rösträttskämpe
- Anneli Eriksson, sjuksköterska
- Antje Jackelén, ärkebiskop
- Astrid Lindgren, författare
- Barbro Alving, journalist och fredsaktivist
- Beda Hallberg, välgörenhetsarbetare
- Betty Pettersson, student och lärare
- Birgit Cullberg, koreograf och dansare
- Birgit Nilsson, operasångerska
- Birgitta Birgersdotter, predikant och helgon
- Britt Wadner, privatradiochef
- Cajsa Warg, kokboksförfattare och hushållerska
- Carolina Sandell, brandman
- Catharina Charlotta de la Gardie, grevinna och upplysningsivrare
- Cecilia Vasa, prinsessa och sjörövare
- Cherrie, artist
- Dilsa Demirbag-Sten, författare och grundare av Berättarministeriet
- Elin Wägner, journalist och författare
- Elisabeth Ohlson Wallin, fotograf
- Elise Ottesen-Jensen, journalist och sexualupplysare
- Ellen Key, lärare, författare och kvinnosakskämpe
- Elsa Andersson, pilot och fallskärmshoppare
- Elsa Beskow, konstnär och författare
- Elsa Brändström, sjuksköterska
- Elsa Laula Renberg, politiker, barnmorska och samisk aktivist
- Elsa-Karin Boestad-Nilsson, programmerare
- Erika Aittamaa, innovatör och hemslöjdare
- Ester Blenda Nordström, journalist och författare
- Estrid Sigfastsdotter, mäktig vikingakvinna
- Fadime Şahindal, kämpe för tjejers rättigheter
- Fanna Ndow Norrby, opinionsbildare och aktivist
- Fatemeh Khavari, talesperson för nätverket Ung i Sverige
- Fredrika Bremer, författare och kvinnorättskämpe
- Greta Garbo, skådespelare och filmstjärna
- Greta Molander, rallyförare
- Greta Thunberg, klimataktivist
- Gunnel Linde, barnrättsaktivist och författare
- Hédi Fried, överlevande, psykolog och författare
- Hedvig Charlotta Nordenflycht, poet och debattör
- Hilma af Klint, konstnär
- Ilon Wikland, konstnär
- Ingrid Bergman, skådespelare och filmstjärna
- Jenny Lind, operasångerska
- Jenny Nyström, konstnär
- Jessica Meir, astronaut
- Julia-Desirée Obitian, aktivist
- Disa Horner, aktivist
- Kai Gullmar, låtskrivare och artist
- Kajsa Grytt, artist och författare
- Karin Boye, poet och författare
- Karin Larsson, konstnär
- Karolina Widerström, läkare
- Katarina Taikon, författare och medborgarrättsaktivist
- Kerstin Burman, jurist
- Kerstin Hesselgren, inspektör och politiker
- Kristina, regerande drottning
- Laleh, artist, låtskrivare och producent
- Lina Thomsgård, grundare av rättviseförmedlingen
- Linnéa Claeson, handbollsproffs, juridikstuderande och människorättsaktivist
- Lisa Jonsson, "MissLisibell", youtuber
- Lise Meitner, professor i fysik
- Liv Strömquist, serieskapare och konstnär
- Lovette Jallow, make up-artist, entreprenör och opinionsbildare
- Margareta, regerande drottning
- Maria Christina Bruhn, uppfinnare och entreprenör
- Maria Zoéga, affärskvinna
- Marit Paulsen, politiker och författare
- Matilda Andersson, proffscyklist och världsmästare
- Maxida Märak, artist och aktivist
- Mia Skäringer, skådespelare och komiker
- Moa Martinson, författare
- Nelly Thüring, politiker
- Nina Rung, kriminolog, barnrättsexpert och grundare av huskurage
- Petra Wadström, uppfinnare och konstnär
- Pia Sundhage, fotbollstränare och före detta fotbollsspelare
- Renata Chlumska, äventyrare
- Robyn, artist, låtskrivare och skivbolagsdirektör
- Sally Bauer, simmare och simlärare
- Sara Lidman, författare och debattör
- Sarah Wägnert, undersköterska
- Selma Lagerlöf, författare
- Simone Giertz, uppfinnare och youtuber
- Siri Derkert, konstnär
- Siri Sundström, barnmorska
- Sonja Kovalevsky, matematiker
- Stina Wollter, konstnär och kroppsaktivist
- Tess Asplund, människorättsaktivist
- Toini Gustafsson Rönnlund, längdskidåkare
- Ulrika Eleonora Stålhammar, soldat
- Wilhelmina Skogh, turistentreprenör och hotelldirektör
- Zara Larsson, artist

## Utgivning
- Luik, Colette van; Nordlund Anna (2019). Svenska hjältinnor: 100 berättelser om smarta, starka & modiga kvinnor. [Stockholm]: Bokförlaget Max Ström. Libris w6w786hxtqwt1hzj. ISBN 9789171264800